# Lysmaskidyll
Lysmaskidyll (Tyska: "Das Glühwürmchen", engelska: "The Glow-Worm") är en sång från Paul Linckes operett Lysistrata (1902), med text av Heinz Bolten-Backers. I operetten framförs den som en terzett av tre kvinnliga soloröster som sjunger var sin vers med kör i refrängen. Rytmiskt är den i form av en gavott. Sången, med sin kända kör, översattes till engelska och blev en populär amerikansk popsång.
Den översattes ursprungligen till engelska av Lilla Cayley Robinson i början av 1900-talet och användes 1907 i Broadwaymusikalen The Girl Behind The Counter.
Den amerikanske textförfattaren Johnny Mercer utökade och reviderade senare Robinsons text till en inspelning 1952 med The Mills Brothers. Mercers version blev en stor hit för The Mills Brothers och den har sedan dess framförts av åtskilliga andra. Melodin är också ganska populär som instrumentalstycke och ett bra exempel på så kallad salongsmusik.

## Texten
Robinsons engelska översättning (cirka 1905):
Vers 1:
When the night falls silently,
The night falls silently on forests dreaming,
Lovers wander forth to see,
They wander forth to see the bright stars gleaming.
And lest they should lose their way,
Lest they should lose their way, the glow-worms nightly
Light their tiny lanterns gay,
Their tiny lanterns gay and twinkle brightly.
Here and there and everywhere, from mossy dell and hollow,
Floating, gliding through the air, they call on us to follow.
Kör:
Shine, little glow-worm, glimmer, glimmer
Shine, little glow-worm, glimmer, glimmer!
Lead us lest too far we wander.
Love's sweet voice is calling yonder!
Shine, little glow-worm, glimmer, glimmer
Shine, little glow-worm, glimmer, glimmer
Light the path below, above,
And lead us on to love.
Vers 2:
Little glow-worm, tell me pray,
Oh glow-worm, tell me, pray, how did you kindle
Lamps that by the break of day,
That by the break of day, must fade and dwindle?"
Ah, this secret, by your leave,
This secret, by your leave, is worth the learning!
When true lovers come at eve,
True lovers come at eve, their hearts are burning!
Glowing cheeks and lips betray how sweet the kisses tasted
Till we steal the fire away, for fear lest it be wasted!"
Johnny Mercer behöll den ursprungliga bakgrundskören och lade till tre nya "verser" till samma melodi men använde inte musiken från ursprungssångens verser.

## Återgivningar och andra förekomster inom populärkulturen
- Den förmodligen mest kända inspelningen av sången gjordes av The Mills Brothers med Hal McIntyres orkester 1952. Deras version låg 21 veckor på spellistorna, inklusive 3 veckor som #1.
- Ballerinan Anna Pavlova framförde en orkesterversion av sången
- Spike Jones släppte en version av sången 1946, proppfull med hans typiska komiska ljudeffekter.
- Allan Sherman parodierade sången som "Grow, Mrs. Goldfarb."
- Sången hördes genomgående i I Love Lucy under avsnittet "The Saxophone" (1952), då den var den enda sång som Lucy Ricardo kunde spela på saxofon.
- Jean-Jacques Perrey använde sången till "La Gavotte Des Vers Luisants" (1960) för sitt album Mister Ondioline.
- Under 1960-talet använde den amerikanska läskedrycken Dr Pepper sångens körmelodi till reklamen "It's Dr Pepper Time!".
- I ett av Mupparnas framträdanden i The Ed Sullivan Show (27 november 1966) sitter grodan Kermit (spelad av skaparen Jim Henson) på en mur och nynnar "Glow Worm". Kermit sjöng även sången 1971 i ett avsnitt av The Dick Cavett Show.
- Mel Tormé spelade in en version med annan text till sitt julalbum 1992 Christmas Songs.
- I säsong 8 av Lego Ninjago kan figuren Cole inte komma ihåg hela sången och i sin frustration sjunger han upprepade gånger delar av kören.
- Povel Ramel använde melodin som en del av potpurriet i Den gamla restaurangtrion i revyn Dax igen 1962.